# Ogcodes trilineatus
Ogcodes trilineatus är en tvåvingeart som först beskrevs av Enrico Adelelmo Brunetti 1926.  Ogcodes trilineatus ingår i släktet Ogcodes och familjen kulflugor.
Artens utbredningsområde är Gabon. Inga underarter finns listade i Catalogue of Life.